# Елеонора Вилхелмина фон Анхалт-Кьотен
Елеанора Вилхелмина фон Анхалт-Кьотен (на немски: Eleanore Wilhelminevon Anhalt-Köthen; * 7 май 1696, Кьотен; † 30 август 1726, Ваймар) от род Аскани, е принцеса от Анхалт-Кьотен и чрез женитби принцеса на Саксония-Мерзебург и херцогиня на Саксония-Ваймар.

## Живот
Тя е най-възрастната дъщеря на княз Емануел Лебрехт фон Анхалт-Кьотен (1671 – 1704) и (морганатичен брак) съпругата му Гизела Агнес фон Рат (1669 – 1740). Сестра е на князете Леополд (1694 – 1728) и Август Лудвиг (1697 – 1755).
През 1698 г. Елеанора Вилхелмина, братята и сестрите ѝ официално са признати от князете на Анхалт и през 1699 г. от императора. Император Леополд I издига майка ѝ Гизела Агнес през 1694 г. на имперска графиня на Нинбург.
Елеанора Вилхелмина се омъжва на 15 февруари 1714 г. в Кьотен за Фридрих Ердман (1691 – 1714), наследствен принц на Саксония-Мерзебург, син на херцог Кристиан II фон Саксония-Мерзебург. Фридрих умира внезапно след четиринадесет седмици. Бракът е бездетен.
Елеанора Вилхелмина се омъжва втори път на 24 януари 1716 г. в Нинбург за херцог Ернст Август I фон Саксония-Ваймар (1688 – 1748) от Ернестинските Ветини. По време на сватбата нейният по-голям брат Леополд се запознава с Йохан Себастиан Бах и го взема като дворцов капелмайстор в Кьотен. Елеонора Вилхелмина става кръстница на Леополд Август, синът на Бах.
Смъртта на Елеонора Вилхелмина съкрушава Ернст Август и той напуска Ваймар и започва да пътува. Тя е погребана в княжеската гробница във Ваймар.

## Деца
Елеанора Вилхелмина и херцог Ернст Август I фон Саксония-Ваймар имат децата:
- Вилхелм Ернст (1717 – 1719), наследствен принц на Саксония-Ваймар
- Вилхелмина Августа (1717 – 1752)
- Йохан Вилхелм (1719 – 1732), наследствен принц на Саксония-Ваймар
- Шарлота Агнес (1720 – 1724)
- Йохана Елеанора (1721 – 1722)
- Ернестина Албертина (1722 – 1769), омъжена на 6 май 1756 г. за граф Филип II Ернст фон Шаумбург-Липе (1723 – 1787)
- Бернардина Христиана (1724 – 1757), омъжена на 19 ноември 1744 за княз Йохан Фридрих I фон Шварцбург-Рудолщат (1721 – 1777)
- Емануел Фридрих (1725 – 1729).